# Karim Zouaoui
Pour les articles homonymes, voir Zouaoui.
Karim Zouaoui (en arabe : كريم الزواوي), né le 12 novembre 1971 au Maroc, est un joueur de football franco-marocain retraité depuis 2003. Il joue durant toute sa carrière professionnelle en Belgique, remportant une fois la Coupe de la Ligue belge.

## Carrière
Karim Zouaoui est né au Maroc mais sa famille émigre vers Paris durant son enfance. Il grandit dans le quartier de la Goutte-d'Or, où il côtoie notamment Khalilou Fadiga. Il effectue une partie de sa formation dans les équipes de jeunes du Red Star FC. En 1994, il part en Belgique et rejoint le RFC Tilleur, un club de troisième division. Malgré des problèmes financiers, le club parvient à se maintenir mais fusionne en fin de saison avec le RFC Liège, club historique du football belge relégué directement depuis la Division 1, pour former le Royal Tilleur Football Club Liégeois. Il fait partie des quelques joueurs de Tilleur conservés dans un effectif qui compte dans ses rangs des anciens joueurs de D1 comme Raphaël Quaranta, Benoît Thans, Luc Ernès ou Zvonko Varga. Il est titulaire dès le début de la saison et inscrit même un triplé le 17 septembre 1995 à l'occasion de la réception du KFC Rita Berlaar, terminé sur une victoire 7-1. Il réalise de bonnes prestations mais il est stoppé par une blessure consécutive à un tacle dangereux d'un adversaire et voit sa saison terminée après 22 matches. Le club parvient néanmoins à décrocher assez facilement le titre de champion et remonte en Division 2.
Karim Zouaoui revient dans l'équipe après quelques journées et retrouve rapidement une place de titulaire. Hélas, après un bon début de saison, les résultats en championnat après la trêve hivernale sont très mauvais et le club termine très loin du tour final. Plusieurs joueurs quittent alors l'équipe, dont Karim Zouaoui qui rejoint le KFC Lommelse SK, un club qui évolue en première division.
Il  joue ses premières minutes le 16 août contre Beveren et inscrit son premier but en championnat six jours plus tard face à l'Antwerp. Il s'adapte très vite au rythme de l'élite nationale et s'impose comme titulaire en milieu de terrain, disputant quatre rencontres en Coupe Intertoto. Le 7 mai 1998, il inscrit le premier but de la finale de la Coupe de la Ligue 1997-1998 deux minutes après être monté au jeu. Son équipe l'emporte 2-1 et décroche le seul trophée de son histoire. Karim Zouaoui conserve sa place dans le onze de base les deux saisons suivantes mais le club est relégué en deuxième division en 2000. Il décide cependant de rester fidèle au club pour l'aider à remonter le plus vite possible. Sa saison 2000-2001 est minée par de petites blessures mais il participe tout de même activement à l'épopée du club en Coupe de Belgique, qui voit Lommel atteindre la finale, une première depuis 27 ans pour une équipe évoluant en D2. Malheureusement, Zouaoui est suspendu pour cette rencontre et assiste à la défaite de ses coéquipiers depuis les tribunes.
Après avoir fêté le titre de champion de Division 2 avec Lommel, il quitte le club et s'engage au RCS Visé, un autre club de l'anti-chambre de l'élite ambitieux. Après avoir échoué deux saisons de suite aux portes du tour final, Karim Zouaoui ne prolonge pas son contrat et met un terme à sa carrière de joueur professionnel.

## Palmarès
- 1 fois vainqueur de la Coupe de la Ligue belge en 1998 avec le KFC Lommelse SK.
- 1 fois champion de Belgique de Division 2 en 2001 avec le KFC Lommelse SK.
- 1 fois champion de Belgique de Division 3 en 1996 avec le RTFCL.

## Statistiques
| Saison                | Club                  | Championnat           | Championnat | Championnat | Coupe nationale | Coupe nationale | Coupe de la Ligue | Coupe de la Ligue | Compétition(s) continentale(s) | Compétition(s) continentale(s) | Compétition(s) continentale(s) | Total | Total |
| Saison                | Club                  | Division              | M.          | B.          | M.              | B.              | M.                | B.                | Comp.                          | M.                             | B.                             | M.    | B.    |
| 1994-1995             | RFC Tilleur           | Division 3            | 26          | 7           | 0               | 0               | 0                 | 0                 | -                              | 0                              | 0                              | 26    | 7     |
| Sous-total            | Sous-total            | Sous-total            | 26          | 7           | 0               | 0               | 0                 | 0                 | -                              | 0                              | 0                              | 26    | 7     |
| 1995-1996             | RTFCL                 | Division 3            | 22          | 8           | 4               | 2               | 0                 | 0                 | -                              | 0                              | 0                              | 26    | 10    |
| 1996-1997             | RTFCL                 | Division 2            | 26          | 3           | 4               | 1               | 0                 | 0                 | -                              | 0                              | 0                              | 30    | 4     |
| Sous-total            | Sous-total            | Sous-total            | 48          | 11          | 8               | 3               | 0                 | 0                 | -                              | 0                              | 0                              | 56    | 14    |
| 1997-1998             | KFC Lommelse SK       | Division 1            | 25          | 1           | 1               | 0               | 4                 | 1                 | Int.                           | 4                              | 0                              | 34    | 2     |
| 1998-1999             | KFC Lommelse SK       | Division 1            | 31          | 3           | 2               | 0               | 1                 | 1                 | Int.                           | 1                              | 0                              | 35    | 4     |
| 1999-2000             | KFC Lommelse SK       | Division 1            | 27          | 1           | 1               | 0               | 1                 | 0                 | -                              | 0                              | 0                              | 29    | 1     |
| 2000-2001             | KFC Lommelse SK       | Division 2            | 23          | 3           | 5               | 1               | 0                 | 0                 | -                              | 0                              | 0                              | 28    | 4     |
| Sous-total            | Sous-total            | Sous-total            | 106         | 8           | 9               | 1               | 6                 | 2                 | -                              | 5                              | 0                              | 126   | 11    |
| 2001-2002             | RCS Visé              | Division 2            | 26          | 0           | 3               | 0               | 0                 | 0                 | -                              | 0                              | 0                              | 29    | 0     |
| 2002-2003             | RCS Visé              | Division 2            | 25          | 2           | 3               | 1               | 0                 | 0                 | -                              | 0                              | 0                              | 28    | 3     |
| Sous-total            | Sous-total            | Sous-total            | 51          | 2           | 6               | 1               | 0                 | 0                 | -                              | 0                              | 0                              | 57    | 3     |
| Total sur la carrière | Total sur la carrière | Total sur la carrière | 231         | 28          | 23              | 5               | 6                 | 2                 | -                              | 5                              | 0                              | 265   | 35    |